# Peromyia yezoensis
Peromyia yezoensis är en tvåvingeart som beskrevs av Jaschhof 2001. Peromyia yezoensis ingår i släktet Peromyia och familjen gallmyggor. Inga underarter finns listade i Catalogue of Life.